# Romolo Augusto Staccioli
Romolo Augusto Staccioli (Roma, 22 dicembre 1930) è uno storico italiano, professore di epigrafia romana all'Università degli Studi di Roma "La Sapienza".

## Biografia
Laureato in lettere, per anni assistente presso l'Istituto di Etruscologia di antichità italiche dell'Università di Roma, è diventato poi professore di epigrafia romana all'università La Sapienza di Roma.  È stato redattore della rivista Archeologia classica, membro della redazione della Enciclopedia universale dell'arte, e dal 1965 membro del Gruppo dei Romanisti.

## Opere
- Le elezioni municipali nell'antichità romana, Roma: Palatino, 1963
- Modelli di edifici etrusco-italici: I modelli votivi, Firenze: Sansoni, 1968
- La lingua degli etruschi, Roma: Edizioni di Archeologia, 1970
- Il "mistero" della lingua etrusca, Roma: Newton Compton Editori, 1977
- Pompei: vita pubblica di un'antica città, Roma: Newton Compton, 1979
- Gli Etruschi mito e realtà, origine, vita e destino di un popolo tradizionalmente misterioso, Roma: Newton Compton, 1980
- Lazio settentrionale', Roma: Newton Compton, 1983
- Storia e civiltà degli Etruschi: origine, apogeo, decadenza di un grande popolo dell'Italia antica, Roma: Newton Compton editori, 1984
- Progetto Etruschi: milieu, itinéraires, musées et expositions de l'Etrurie du Nord, Firenze: Electa, 1985
- Pompei: la vita quotidiana, Novara: Istituto geografico De Agostini, 1985
- Guida di Roma antica:, Milano: Rizzoli, 1986
- Roma: monuments - past and present, Roma: Vision, 1996 ISBN 9788881620005
- Guida insolita ai luoghi, ai monumenti e alle curiosità di Roma antica, con la collaborazione di Letizia Staccioli, Roma: Newton & Compton, 2000
- The roads of the Romans, Los Angeles: The J. Paul Getty Museum, 2003
- Strade romane, Roma: "L'Erma" di Bretschneider, 2003
- Acquedotti, fontane e terme di Roma antica, Roma: Newton & Compton, 2005
- Strade romane, Roma: "L'Erma" di Bretschneider, 2010.